# Nicotinamida
Nicotinamida ou niacinamida é a amida correspondente ao ácido carboxílico niacina (ácido nicotínico). Nicotinamida, niacina e hexanicotinato de inositol são formas da Vitamina B3, com efeitos diferentes. Nicotinamida, também conhecida como vitamina B3 ou vitamina PP, desempenha um papel crucial na formação de duas coenzimas, NAD (nicotinamida adenina dinucleotídeo) e NADP (nicotinamida adenina dinucleotídeo fosfato). A nicotinamida possui a capacidade única de participar em reações de hidrogenação e desidrogenação dentro do corpo, atuando como uma coenzima reversível para esses processos.
Na oxidação biológica, a nicotinamida age como um transportador vital de hidrogênio, promovendo a respiração dos tecidos e facilitando a renovação das células. Sua presença é de grande importância para manter o funcionamento normal dos tecidos, especialmente na preservação da integridade da pele, do trato digestivo e do sistema nervoso.

Em casos de deficiência de vitamina B, a nicotinamida se torna essencial para prevenir condições como a pelagra, que afeta a respiração celular e o metabolismo. Portanto, este produto é principalmente utilizado para a prevenção e tratamento da pelagra, bem como condições como estomatite e glossite.